# Отрадино (Саратовская область)
Отрадино — село в Ртищевском районе Саратовской области России. В составе Макаровского муниципального образования.
Основано в первой половине XVIII века.

## География
Находится в северо-западной части Саратовского Правобережья, в пределах Окско-Донской равнины, в лесостепной зоне, на берегах пруда, вблизи федеральной автомагистрали А-298.
На 2022 год в селе числится 1 улица - Долгопрудная. Высота центра селения над уровнем моря 201 м.

### Климат
Климат характеризуется как умеренно континентальный с холодной малоснежной зимой и сухим жарким летом. Среднегодовая температура воздуха — 4,4 °C. Средняя многолетняя температура самого холодного месяца (января) составляет −11,7 °С (абсолютный минимум — −43 °С), температура самого тёплого (июля) — 20 — 22 °С (абсолютный максимум — 40 °С). Средняя продолжительность безморозного периода 145—155 дней. Среднегодовое количество атмосферных осадков — 550 мм, из которых 225—325 мм выпадает в период с апреля по октябрь. Снежный покров держится в среднем 130—135 дней в году.

## Население
| 2010 |
| ---- |
| 63   |

## Транспорт
Село доступно автотранспортом. Остановка общественного транспорта «Отрадино».